# 키리오스
퀴리오스(고대 그리스어: Κύριος, Kurios in Greek) 또는 키리오스는 "주(主)"를 의미한다. 종교적인 사용에서, 때로는 하나님으로 번역된다. 그것은 히브리어 성경과 그리스어 신약 성경의 칠십인역 번역에 사용된다.

## 같이 보기
- 나는 (성경 용어)
- 신약 속 예수의 이름과 칭호
- 테오스 키리오스